# Евклидово пространство
Евкли́дово простра́нство (также эвкли́дово пространство) в изначальном смысле — это пространство, свойства которого описываются аксиомами евклидовой геометрии. В этом случае предполагается, что пространство имеет размерность, равную 3, то есть является трёхмерным.
В современном понимании, в более общем смысле, может обозначать один из сходных и тесно связанных объектов: конечномерное вещественное векторное пространство {\displaystyle \mathbb {R} ^{n}} с введённым на нём положительно определённым скалярным произведением; либо метрическое пространство, соответствующее такому векторному пространству. Некоторые авторы ставят знак равенства между евклидовым и предгильбертовым пространством. В этой статье за исходное будет взято первое определение.
{\displaystyle n}-мерное евклидово пространство обычно обозначается {\displaystyle \mathbb {E} ^{n}};
также часто используется обозначение {\displaystyle \mathbb {R} ^{n}}, когда из контекста ясно, что пространство снабжено естественной вещественной евклидовой структурой.

## Формальное определение
Чтобы дать определение евклидова пространства, в качестве основы проще всего использовать понятие скалярного произведения. Евклидово векторное пространство определяется как конечномерное векторное пространство над полем вещественных чисел, на парах векторов которого задана вещественнозначная функция {\displaystyle (\cdot ,\cdot ),} обладающая следующими тремя свойствами:
- Линейность: для любых векторов {\displaystyle \mathbf {u,v,w} } и для любых вещественных чисел {\displaystyle a,b} справедливы соотношения {\displaystyle (a\mathbf {u} +b\mathbf {v} ,\mathbf {w} )=a\mathbf {(u,w)} +b\mathbf {(v,w)} };
- Симметричность: для любых векторов {\displaystyle u,v} верно равенство {\displaystyle \mathbf {(u,v)=(v,u)} ;}
- Положительная определённость: {\displaystyle \mathbf {(u,u)} \geqslant 0} для любого {\displaystyle u,} причём {\displaystyle \mathbf {(u,u)} =0\Rightarrow \mathbf {u} =0.}

Аффинное пространство, соответствующее такому векторному пространству, называется евклидовым аффинным пространством или просто евклидовым пространством.
Пример евклидова пространства — координатное пространство {\displaystyle \mathbb {R} ^{n},} состоящее из всевозможных наборов вещественных чисел {\displaystyle (x_{1},x_{2},\ldots ,x_{n}),} где скалярное произведение определяется формулой {\displaystyle \mathbf {(x,y)} =\sum _{i=1}^{n}x_{i}y_{i}=x_{1}y_{1}+x_{2}y_{2}+\cdots +x_{n}y_{n}.}

### Длины и углы
Заданного на евклидовом пространстве скалярного произведения достаточно для того, чтобы ввести геометрические понятия длины и угла. Длина вектора {\displaystyle u} определяется как {\displaystyle {\sqrt {\mathbf {(u,u)} }}} и обозначается {\displaystyle |\mathbf {u} |.} Положительная определённость скалярного произведения гарантирует, что длина ненулевого вектора ненулевая, а из билинейности следует, что {\displaystyle |a\mathbf {u} |=|a||\mathbf {u} |,} то есть длины пропорциональных векторов пропорциональны.
Угол между векторами {\displaystyle \mathbf {x} } и {\displaystyle \mathbf {y} } определяется как {\displaystyle \arccos \mathbf {\tfrac {(x,y)}{|x||y|}} .} Из теоремы косинусов следует, что для двумерного евклидова пространства (евклидовой плоскости) данное определение угла совпадает с обычным. Ненулевые ортогональные векторы, как и в трёхмерном пространстве, можно определить как векторы под углом {\displaystyle {\tfrac {\pi }{2}},} то есть как векторы с нулевым скалярным произведением.

#### Замечание
Необходимо уточнить, что, чтобы арккосинус от {\displaystyle \mathbf {\tfrac {(x,y)}{|x||y|}} } был определён, необходимо и достаточно, чтобы выполнялось неравенство {\displaystyle \left|\mathbf {\tfrac {(x,y)}{|x||y|}} \right|\leqslant 1.} Это неравенство действительно выполняется в произвольном евклидовом пространстве: оно называется неравенством Коши — Буняковского. Из него, в свою очередь, следует неравенство треугольника: {\displaystyle \mathbf {|u+v|\leqslant |u|+|v|} .} Неравенство треугольника, вместе с вышеперечисленными свойствами длины, означает, что длина вектора является нормой на евклидовом векторном пространстве, а функция {\displaystyle d\mathbf {(x,y)} ,} или {\displaystyle \mathbf {|x-y|} ,} задаёт на евклидовом пространстве структуру метрического пространства (эта функция называется евклидовой метрикой). В частности, расстояние между элементами (точками) {\displaystyle \mathbf {x} } и {\displaystyle \mathbf {y} } координатного пространства {\displaystyle \mathbb {R} ^{n}} задаётся формулой {\displaystyle d(\mathbf {x} ,\mathbf {y} )=\|\mathbf {x} -\mathbf {y} \|={\sqrt {\sum _{i=1}^{n}(x_{i}-y_{i})^{2}}}.}

## Алгебраические свойства

### Ортонормированные базисы
Ортонормированный базис в евклидовом (векторном) пространстве — это базис, состоящий из попарно ортогональных векторов единичной нормы. Ортонормированные базисы наиболее удобны для вычислений. Так, например, скалярное произведение векторов с координатами {\displaystyle (a_{1},a_{2},\ldots ,a_{n})} и {\displaystyle (b_{1},b_{2},\ldots ,b_{n})} в ортонормированном базисе можно вычислять по формуле {\displaystyle (a,b)=a_{1}b_{1}+a_{2}b_{2}+\cdots +a_{n}b_{n}.} В любом евклидовом пространстве существует ортонормированный базис. Выбрав в двух евклидовых пространствах ортонормированные базисы и переведя один из них в другой линейным отображением, можно доказать, что любые два евклидовых пространства одинаковой размерности изоморфны (в частности, {\displaystyle n}-мерное евклидово пространство изоморфно {\displaystyle \mathbb {R} ^{n}} со стандартным скалярным произведением).

### Ортогональные проекции
Вектор называется ортогональным подпространству, если он ортогонален всем векторам этого подпространства.
Ортогональная проекция вектора {\displaystyle x} на подпространство {\displaystyle U} — это вектор {\displaystyle u\in U} такой, что {\displaystyle x} представим в виде {\displaystyle u+h}, где вектор {\displaystyle h\notin U} ортогонален {\displaystyle U}.
Расстояние между концами векторов {\displaystyle u} и {\displaystyle x} является минимальным расстоянием среди расстояний от конца вектора {\displaystyle x} до подпространства {\displaystyle U.}
Ортогональная проекция вектора на подпространство всегда существует: для её построения достаточно применить метод ортогонализации Грама — Шмидта к объединению ортонормированного базиса в подпространстве и этого вектора. Ортогональные проекции в пространствах больших размерностей используются, например, в методе наименьших квадратов.

### Сопряжённые пространства и операторы
Любой вектор {\displaystyle x} евклидова пространства задаёт линейный функционал {\displaystyle x^{*}} на этом пространстве, определяемый как {\displaystyle x^{*}(y)=(x,y).} Это сопоставление является изоморфизмом между евклидовым пространством и двойственным к нему пространством и позволяет их отождествлять без ущерба для вычислений. В частности, сопряжённые операторы можно рассматривать как действующие на исходном пространстве, а не на двойственном к нему, и определить самосопряжённые операторы как операторы, совпадающие с сопряжёнными к ним. В ортонормированном базисе матрица сопряжённого оператора является транспонированной к матрице исходного оператора, а матрица самосопряжённого оператора является симметричной.

## Движения евклидова пространства
Движения евклидова пространства — это преобразования пространства на само себя, сохраняющие метрику (также называются изометриями пространства на само себя). Пример движения — параллельный перенос на вектор {\displaystyle \mathbf {v} }, переводящий точку {\displaystyle \mathbf {p} } в точку {\displaystyle \mathbf {p+v} }. Нетрудно увидеть, что любое движение является композицией параллельного переноса и преобразования, сохраняющего неподвижной одну точку. Выбрав неподвижную точку за начало координат, любое такое движение можно рассматривать как ортогональное преобразование. Ортогональные преобразования n-мерного евклидова пространства образуют группу, обозначаемую O(n). Выбрав в пространстве ортонормированный базис, эту группу можно представить как группу матриц n × n, удовлетворяющих условию {\displaystyle Q^{\mathsf {T}}Q=E}, где {\displaystyle Q^{\mathsf {T}}} — транспонированная матрица, а {\displaystyle E} — единичная матрица.

## Примеры
Наглядными примерами евклидовых пространств могут служить пространства:
- {\displaystyle \mathbb {E^{1}} } размерности {\displaystyle 1} (вещественная прямая — к примеру, числовая ось);
- {\displaystyle \mathbb {E^{2}} } размерности {\displaystyle 2} (евклидова плоскость);
- {\displaystyle \mathbb {E^{3}} } размерности {\displaystyle 3} (евклидово трёхмерное пространство).

Более абстрактный пример:
- пространство {\displaystyle {\mathcal {P}}^{n}} вещественных многочленов, степени которых не превосходят n, со скалярным произведением, определённым как интеграл их произведения по конечному отрезку (или по всей прямой, но с быстро спадающей весовой функцией, например {\displaystyle e^{-x^{2}}}).

Примеры геометрических фигур в многомерном евклидовом пространстве:
- правильные многомерные многогранники (например, N-мерный куб, N-мерный октаэдр, N-мерный тетраэдр);
- гиперсфера;
- гипертор.

## Связанные определения
Под евклидовой метрикой может пониматься метрика, описанная выше, а также соответствующая риманова метрика.
Под локальной евклидовостью обычно имеют в виду то, что каждое касательное пространство риманова многообразия есть евклидово пространство со всеми вытекающими свойствами, например, возможностью (по гладкости метрики) ввести в малой окрестности точки координаты, в которых расстояние выражается (с точностью до какого-то порядка) в соответствии с описанным выше.
Метрическое пространство называют локально евклидовым также если возможно ввести на нём координаты, в которых метрика будет евклидовой (в смысле второго определения) всюду (или хотя бы на конечной области) — каковым, например, является риманово многообразие нулевой кривизны.

## Вариации и обобщения
Если в качестве основного поля использовать не поле вещественных чисел, а поле комплексных, то это даст определение унитарного (или эрмитова) пространства.
Отказ от требования конечномерности даёт определение предгильбертова пространства. Отказ от требования положительной определённости скалярного произведения приводит к определению псевдоевклидова пространства. Требование того, чтобы предгильбертово пространство было полным по метрике, ведёт к определению гильбертова пространства; пространство квадратично-суммируемых последовательностей — гильбертово пространство, которое может рассматриваться как пространство векторов с бесконечным числом координат.